# Declieuxia pruinosa
Declieuxia pruinosa là một loài thực vật có hoa trong họ Thiến thảo. Loài này được Pohl ex DC. mô tả khoa học đầu tiên năm 1830.